# Olajbizottság
Az olajbizottság annak a Pallag László (FKGP) vezette ad hoc (eseti) országgyűlési vizsgálóbizottságnak a publicisztikai megnevezése volt, amely azt vizsgálta, hogy van-e korrupciós összefüggés az olajügyek és a szervezett bűnözés között. A vizsgálóbizottság J/3500. megjelöléssel jelentést készített 2000. november 30-ra. Bár még a címében is kerülte a lehetséges konfliktusokat (nem említi az állami és politikai kapcsolatokat a szervezett bűnözéssel), az Országgyűlés nem tárgyalta meg, így a vizsgálóbizottság munkája eredménytelenül zárult.
2000 márciusában a Legfőbb Ügyészség is készített vizsgálati jelentést az olajbűnözésről. Megállapította, hogy 4300 ismertté vált bűncselekményt követtek el a keretében. Az országgyűlési jelentés tervezete szerint a nemzeti költségvetést 300 milliárd forint kár érte.
Pallag perek sorát vesztette el később a vizsgálattal kapcsolatban tett sajtónyilatkozatai miatt. Elszegényedve és elmagányosodva hunyt el 2011-ben.

## A vizsgálóbizottság tagjai
A vizsgálóbizottság a pártok által delegált 11 főből állt:
- Pallag László, elnök (FKGP)
- Juhász Ferenc, alelnök (MSZP)
- Vígh Ilona (Fidesz)
- Glattfelder Béla (Fidesz)
- Dorkota Lajos (Fidesz)
- Tóth Károly (MSZP)
- Vastagh Pál (MSZP)
- Pancza István (FKGP)
- Kóródi Mária (SZDSZ)
- Balogh László (MDF)
- Lentner Csaba (MIÉP)

## A vizsgálóbizottság feladatai
Az Országgyűlés a vizsgálóbizottság felállításának céljaként a következők vizsgálatát határozta meg:
- Vannak-e az olajszőkítés és az olajszármazékok szabálytalan forgalmazása kapcsán a szervezett bűnözés és egyes állami tisztviselők között összefonódások, és ezek okoztak-e veszteséget a költségvetésnek?
- Vannak-e a feketegazdaság résztvevői, egyes rendőrök, valamint a vám- és pénzügyőrség egyes alkalmazottai között összefonódások?
- Elősegíthették-e egyes jogszabályok, illetve egyes jogalkalmazók a nemzetgazdaságban okozott veszteségeket?
- Milyen körülmények között történt az öt rendőr halála az elmúlt években Békés megyében?

## Iratszolgáltatásra kért szervek
A vizsgálóbizottság a következő 23 szervtől kért be iratokat, dokumentumokat:
- Adó- és Pénzügyi Ellenőrzési Hivatal
- ÁPV Rt.
- Ásványolaj Minőségellenőrző Rt.
- Balatonfelvidéki Erdő és Fafeldolgozó Rt.
- Belügyminisztérium
- Budapesti Közlekedési Vállalat
- Fővárosi Cégbíróság
- Fővárosi Ügyészség Nyomozó Hivatala
- Győr-Sopron-Ebenfurt Vasút Rt.
- Legfőbb Ügyészség
- MAHART Rt.
- MÁV Rt.
- MERT-CONTROLL Minőségellenőrző Rt.
- Miskolci Egyetem
- MOL Rt.
- Hidasháti Mezőgazdasági Rt.
- Honvédelmi Minisztérium
- Hungarocamion Rt.
- Kőrös Volán Rt.
- Polgári titkosszolgálatokat felügyelő miniszter
- Országos Rendőr-főkapitányság
- Vám- és Pénzügyőrség
- Volán Egyesülés

## Meghallgatott személyek
A vizsgálóbizottság 68 főt hallgatott meg az általuk irányított vagy ellenőrzött szervek működésével, vagy a békési rendőrök halálával kapcsolatban, 4 főt nem tudott meghallgatni:

### Miniszterek, államtitkárok , helyettes államtitkárok
- Bártfai Béla, a Pénzügyminisztérium közigazgatási államtitkára
- Boross Péter volt miniszterelnök, belügyminiszter
- Csobánczy Péter, a Pénzügyminisztérium volt helyettes államtitkára
- Demeter Ervin polgári nemzetbiztonsági szolgálatokat irányító miniszter
- Draskovics Tibor, a Pénzügyminisztérium volt közigazgatási államtitkára
- Dunai Imre volt ipari, kereskedelmi és idegenforgalmi miniszter
- Füzessy Tibor volt polgári nemzetbiztonsági szolgálatokat irányító miniszter
- Gálszécsy András volt polgári nemzetbiztonsági szolgálatokat irányító miniszter
- Katona Béla volt polgári nemzetbiztonsági szolgálatokat irányító miniszter
- Kuncze Gábor volt belügyminiszter
- Kupa Mihály volt pénzügyminiszter
- Latorcai János volt ipari, kereskedelmi és idegenforgalmi miniszter
- Medgyessy Péter volt pénzügyminiszter
- Nikolits István volt polgári nemzetbiztonsági szolgálatokat irányító miniszter
- Pál László volt ipari, kereskedelmi és idegenforgalmi miniszter
- Pintér Sándor belügyminiszter, volt országos rendőr-főkapitány

### Legfőbb ügyészek, ügyészségi dolgozók
- Györgyi Kálmán volt legfőbb ügyész
- Polt Péter legfőbb ügyész
- Szeszák Gyula volt Hajdú-Bihar Megyei főügyész
- Turi András, a Fővárosi Nyomozóhivatal megbízott osztályvezetője

### Rendőri vezetők
- Ferenczi László rendőr dandártábornok, az Országos Rendőr-főkapitányság bűnügyi főigazgatója, országos rendőrfőkapitány-helyettes
- Gál László nyugállományú rendőr dandártábornok, a Belügyminisztérium volt ellenőrzési és felügyeleti főosztályvezetője
- Ignácz István rendőr dandártábornokot a Pest Megyei Rendőr-főkapitányság vezetőjét, volt országos rendőrfőkapitány-helyettes, bűnügyi főigazgató
- Kacziba Antal nyugállományú rendőr vezérőrnagy, a Belügyminisztérium volt rendészeti helyettes államtitkára, az Országos Rendőr-főkapitányság volt bűnügyi főigazgató, országos rendőrfőkapitány-helyettes
- Karakas Attila volt rendőr százados, a Békés Megyei Rendőr-főkapitányság Szeghalmi Rendőr-kapitányság Bűnügyi Osztály volt vizsgálati csoportvezetője
- Karancsi Tibor volt rendőr százados, a Békés Megyei Rendőr-főkapitányság Szeghalmi Rendőr-kapitánysága Bűnügyi Osztály volt felderítő-csoportvezetője
- Kazán István nyugállományú rendőr ezredes, a Belügyminisztérium Rendvédelmi Szervek Védelmi Szolgálat volt vezetője
- Kiss Ernő rendőr dandártábornok, az Országos Rendőr-főkapitányság Központi Bűnüldözési Igazgatósága volt főigazgatóját
- Orbán Péter rendőr altábornagy, országos rendőr-főkapitány
- Sándor István nyugállományú rendőr alezredes, az Országos Rendőr-főkapitányság Központi Bűnüldözési Igazgatósága volt főnyomozója
- Simon Sándor nyugállományú rendőr ezredes, a Belügyminisztérium Rendvédelmi Szervek Védelmi Szolgálat volt vezetője
- Szabó Péter rendőr dandártábornok, a Belügyminisztérium Rendvédelmi Szervek Védelmi Szolgálat vezetője
- Tonhauser László nyugállományú rendőr ezredes, az Országos Rendőr-főkapitányság Szervezett Bűnözés Elleni Szolgálat volt vezetője

### Vám- és pénzügyőrség  (VPOP) vezetői
- Arnold Mihály pénzügyőr altábornagy, a Vám- és Pénzügyőrség országos parancsnoka (két alkalommal)
- Bencze József pénzügyőr dandártábornok, a Vám- és Pénzügyőrség Országos Parancsnokság rendészeti főigazgatója
- Juhász János pénzügyőr alezredes, a Vám- és Pénzügyőrség Különleges Ügyek Főosztályának főosztályvezetője
- Kanta Tünde pénzügyőr ezredes, a Vám- és Pénzügyőrség Központi Bűnüldözési Igazgatóság parancsnoka
- Klavács Antal pénzügyőr őrnagy, a Vám- és Pénzügyőrség Békés Megyei Nyomozó Hivatal parancsnoka
- Mészáros József nyugállományú pénzügyőr ezredes, a Vám- és Pénzügyőrség Különleges Ügyek Főosztályának volt vezetője
- Molnár István nyugállományú pénzügyőr őrnagy, a Vám- és Pénzügyőrség Békéscsabai Vámhivatal volt parancsnoka
- Tibori István pénzügyőr főhadnagy, a Vám- és Pénzügyőrség Békés Megyei Nyomozó Hivatal parancsnok-helyettese

### Adó- és Pénzügyi Ellenőrzési Hivatal (APEH) vezetői
- Minarik György, az Adó- és Pénzügyi Ellenőrzési Hivatal volt elnöke
- Nagypál István, az APEH Fővárosi Igazgatósága volt ellenőrzési igazgatóhelyettese
- Pitti Zoltán, az Adó- és Pénzügyi Ellenőrzési Hivatal volt elnöke
- Vida Ildikó, az Adó- és Pénzügyi Ellenőrzési Hivatal elnöke

### Nagyfelhasználó társaságok vezetői
- Aba Botond, a Budapest Közlekedési Vállalat Rt. vezérigazgatója
- Berényi János, a Győr-Sopron-Ebenfurt Vasút Rt. elnök-vezérigazgatója
- Bittner István alezredes, a Honvédelmi Minisztérium Beszerzési és Biztonsági Beruházási Hivatal beszerzési és marketing igazgató-helyettese
- Hernádi Zsolt, a Magyar Olajipari Rt. volt elnöke
- Kopasz Jenő mérnök dandártábornok, a Magyar Honvédség logisztikai főigazgatója
- Kukely Márton, a Magyar Állam Vasutak Rt. vezérigazgatója
- Kupfelschmitt Miklós, a Hungarocamion Rt. vezérigazgató-helyettes
- Matyasovszky Albert, a Balaton-felvidéki Erdő- és Fafeldolgozó Rt. vezérigazgatója
- Molnár István, a Magyar Olajipari Rt. igazgatója
- Saslics Elemér, a Volán Egyesülés vezérigazgatója
- Szalma Botond, a Magyar Hajózási Rt. vezérigazgatója
- Szarvas Péter, a Kőrös Volán Rt. igazgatója
- Urbán Lajos, a Hungarocamion Rt. vezérigazgató-helyettese
- Zsengellér István, a Magyar Olajipari Rt. volt elnöke

### Igazságügyi grafológus szakértő
- Katona Ágnes igazságügyi grafológus

### Egyéb meghallgatások
- Dénesné Sajben Andrea (A Kuzma Mihály öngyilkossági ügyében vizsgálódó, 39 éves korában elhunyt Dénes Gábor rendőr özvegye.)
- Homoki János (A Honvédelmi Minisztérium politikai államtitkára.)
- Kuzma Mihályné (Az 50 éves korában elhunyt Kuzma Mihály alezredes özvegye.)
- Kuzma Valéria (Kuzma Mihály lánya.)
- Nógrádi Zsolt (Olajozással gyanúsított személy.)
- Szabó András és Szabó Andrásné (Szabó András rendőr szülei, akit főbe lőve találtak a Békés Megyeri Rendőr-főkapitányság udvarán a gépkocsijában.)
- Szobekné Fekete Terézia (Szobek János özvegye, aki a Békés Megyei Rendőr-főkapitányság futárszolgálatát vezette, és gyógyszertúladagolásban hunyt el.)[4]

### Nem meghallgatott személyek
- Dezső Gyula nyugállományú rendőr dandártábornok, a Belügyminisztérium Rendvédelmi Szervek Védelmi Szolgálat volt vezetője (külföldi tartózkodás miatt)
- Kékesi László, az Adó- és Pénzügyi Ellenőrzési Hivatal volt elnöke (külföldi tartózkodása miatt)
- Kövér László volt polgári nemzetbiztonsági szolgálatokat irányító miniszter (elfoglaltsága miatt)
- Simicska Lajos, az Adó- és Pénzügyi Ellenőrzési Hivatal volt elnöke (a Bizottság elítélő határozata ellenére sem jelezte távolléte indokát)

## Külső hivatkozások
- Pásztor-Villányi (2000. december 23.). „Olajbizottság: senki sem elégedett”. Magyar Nemzet. (Hozzáférés: 2023. augusztus 21.)
- Bundula István (2000. július 27.). „Olajbizottság: őszinte, feltáró hallomás”. Magyar Narancs. (Hozzáférés: 2023. augusztus 21.)